# Église Notre-Dame de Chevillé
L'église Notre-Dame de Chevillé est une église située à Chevillé, dans le département français de la Sarthe.

## Historique
L'édifice est classé au titre des monuments historiques depuis le 11 décembre 1912.

## Description
L'église Notre-Dame de Chevillé se compose d'une nef unique et d'un clocher au centre du transept des XIe et XIIe siècles.

## Liste des curés
| Nomination | Départ   | Nom                             | Ordre             | Informations supplémentaires |
| ---------- | -------- | ------------------------------- | ----------------- | --- |
| ?          | 1551     | Lucas Farlier                   | ?                 | |
| 1551       | ?        | Gilles Bouguier                 | ?                 | Poète angevin, connu à l'époque de Ronsard |
| av. 1557   | ap. 1561 | Nicolas d'Averton               | ?                 | |
| 1567       | 1569     | Julien Planchenée               | ?                 | |
| ?          | 1591     | Siméon du Tremblay              | ?                 | |
| av. 1610   | 1634     | Ragereau                        | ?                 | |
| av. 1614   | ap. 1614 | Mathignon                       | ?                 | |
| 1634       | av. 1639 | Guillaume Verger                | ?                 | |
| 1676       | 1692     | Paul Mocquereau                 | ?                 | Inhumée dans le chœur de l'église |
| 1693       | 1709     | Pierre Mauboussin               | ?                 | |
| 1709       | 1729     | Jean Pillot                     | ?                 | |
| av. 1737   | 1738     | Abel Bouvier                    | ?                 | |
| 1752       | 1781     | Bernard Dunois                  | ?                 | Était théoriquement encore curé en 1782 |
| 1781       | 1782     | René Crosnier de La Marsollière | ?                 | N'ayant jamais été dans la cure de Chevillé, il n'était pas officiellement curé et ne put céder sa place                                                                         |
| 1782       | 1808     | Jean-Michel Huet                | Séminaire du Mans | 1747, Alençon - 1808, Chevillé Exilé momentanément en Angleterre car il refusa de prêter serment à la Révolution. A également été maire de la commune de janvier à novembre 1790 |
| 1808       | ?        | Pierre Lancelot                 | ?                 | |
| 1810       | 1817     | Jean-François Ferrand           | ?                 | 1751, Saint-Roch-sur-Egrenne - 1817, Chevillé |
| 1818       | 1848     | Nicolas Rocher                  | ?                 | 1788, La Flèche - 1866, La Flèche |
| 1848       | 1852     | René Brocherie                  | ?                 | 1808 - 1885, Angers |
| 1852       | 1874     | Jean Mézerette                  | ?                 | 1800, Villaines-la-Juhel - 1874, Chevillé |
| 1874       | 1888     | Clément Ambroise Roulin         | ?                 | 1839, Ségrie - 1888, Chevillé |
| 1888       | 1891     | Pierre Bezard                   | ?                 | 1848, Thorigné-sur-Dué - 1891, Chevillé |
| 1891       | 1933     | Anatole Samson                  | ?                 | 1859, Rahay |
| 1933       | 1947     | Henri Méliand                   | Séminaire du Mans | 1886, Théligny - 1973, Courcemont Ordination en 1909 par Marie-Prosper de Bonfils, évêque du Mans                                                                                |
| 1947       | 1961     | Jean Lefaucheux                 | ?                 | |